# Gran Premio motociclistico di Germania 1998
Il Gran Premio motociclistico di Germania 1998 corso il 19 luglio, è stato il nono Gran Premio della stagione 1998 e ha visto vincere la Honda di Mick Doohan nella classe 500, Tetsuya Harada nella classe 250 e Tomomi Manako nella classe 125.

## Classe 500

### Arrivati al traguardo
| Pos | Nº | Pilota                   | Squadra                | Motocicletta | Giri | Tempo     | Griglia | Punti |
| --- | -- | ------------------------ | ---------------------- | ------------ | ---- | --------- | ------- | ----- |
| 1   | 1  | Mick Doohan              | Repsol Honda           | Honda        | 31   | 46:00.876 | 3       | 25    |
| 2   | 6  | Max Biaggi               | Marlboro Team Kanemoto | Honda        | 31   | +2.873    | 1       | 20    |
| 3   | 4  | Àlex Crivillé            | Repsol Honda           | Honda        | 31   | +11.379   | 7       | 16    |
| 4   | 9  | Alex Barros              | Honda Gresini          | Honda        | 31   | +11.533   | 6       | 13    |
| 5   | 55 | Régis Laconi             | Red Bull Yamaha WCM    | Yamaha       | 31   | +19.093   | 4       | 11    |
| 6   | 10 | Kenny Roberts Jr         | Team Roberts           | Modenas KR3  | 31   | +30.087   | 2       | 10    |
| 7   | 28 | Ralf Waldmann            | Marlboro Team Roberts  | Modenas KR3  | 31   | +34.881   | 11      | 9     |
| 8   | 17 | Jurgen van den Goorbergh | Dee Cee Jeans Racing   | Honda        | 31   | +35.033   | 10      | 8     |
| 9   | 21 | Kyoji Nanba              | Yamaha Team Rainey     | Yamaha       | 31   | +46.078   | 13      | 7     |
| 10  | 3  | Nobuatsu Aoki            | Suzuki Grand Prix      | Suzuki       | 31   | +48.684   | 12      | 6     |
| 11  | 39 | Gregorio Lavilla         | MoviStar Honda Pons    | Honda        | 31   | +58.019   | 17      | 5     |
| 12  | 26 | Bernard Garcia           | Tecmas Honda Elf       | Honda        | 31   | +1:03.165 | 19      | 4     |
| 13  | 77 | Eskil Suter              | Muz Roc RennSport      | MuZ Weber    | 31   | +1:10.827 | 14      | 3     |
| 14  | 23 | Matt Wait                | F.C.C. TSR             | Honda        | 31   | +1:10.941 | 18      | 2     |
| 15  | 72 | Fernando Cristóbal       | Shell Advance Racing   | Honda        | 31   | +1:31.896 | 20      | 1     |
| 16  | 57 | Fabio Carpani            | Polini Inoxmacel       | Honda        | 30   | +1 giro   | 21      |       |

### Ritirati
| Nº | Pilota        | Squadra              | Motocicletta | Giri | Griglia |
| -- | ------------- | -------------------- | ------------ | ---- | ------- |
| 18 | Garry McCoy   | Shell Advance Racing | Honda        | 30   | 15      |
| 15 | Sete Gibernau | Repsol Honda         | Honda        | 29   | 9       |
| 88 | Scott Smart   | Millar Honda Britain | Honda        | 26   | 16      |
| 11 | Simon Crafar  | Red Bull Yamaha WCM  | Yamaha       | 11   | 5       |
| 5  | Norick Abe    | Yamaha Team Rainey   | Yamaha       | 5    | 8       |

### Non qualificato
| Nº | Pilota          | Squadra    | Motocicletta |
| -- | --------------- | ---------- | ------------ |
| 60 | Jörg Schöllhorn | Team Zupin | Honda        |

## Classe 250

### Arrivati al traguardo
| Pos | Nº | Pilota            | Squadra                   | Motocicletta | Giri | Tempo     | Griglia | Punti |
| --- | -- | ----------------- | ------------------------- | ------------ | ---- | --------- | ------- | ----- |
| 1   | 31 | Tetsuya Harada    | Aprilia Grand Prix Racing | Aprilia      | 30   | 44:43.421 | 1       | 25    |
| 2   | 9  | Jeremy McWilliams | QUB Team Optimum          | TSR-Honda    | 30   | +9.033    | 7       | 20    |
| 3   | 46 | Valentino Rossi   | Nastro Azzurro Aprilia    | Aprilia      | 30   | +9.267    | 4       | 16    |
| 4   | 65 | Loris Capirossi   | Aprilia Grand Prix Racing | Aprilia      | 30   | +10.611   | 2       | 13    |
| 5   | 24 | Jason Vincent     | Padgetts HRC Shop         | TSR-Honda    | 30   | +38.261   | 8       | 11    |
| 6   | 7  | Takeshi Tsujimura | Semprucci Biesse-Gro      | Yamaha       | 30   | +43.611   | 10      | 10    |
| 7   | 17 | José Luis Cardoso | Antena 3 Yamaha           | Yamaha       | 30   | +45.243   | 14      | 9     |
| 8   | 37 | Luca Boscoscuro   | Scuderia AGV Carrizosa    | TSR-Honda    | 30   | +45.702   | 17      | 8     |
| 9   | 12 | Noriyasu Numata   | Rizla Suzuki              | Suzuki       | 30   | +49.915   | 13      | 7     |
| 10  | 66 | Alex Hofmann      | Racing Factory            | Honda        | 30   | +51.523   | 11      | 6     |
| 11  | 44 | Roberto Rolfo     | Scuderia AGV Carrizosa    | TSR-Honda    | 30   | +54.914   | 19      | 5     |
| 12  | 8  | Luis d'Antín      | Antena 3 Yamaha           | Yamaha       | 30   | +1:20.499 | 18      | 4     |
| 13  | 14 | Davide Bulega     | OXS Matteoni              | ERP-Honda    | 30   | +1:23.418 | 22      | 3     |
| 14  | 33 | Jamie Robinson    | Edo Racing                | Yamaha       | 30   | +1:23.915 | 15      | 2     |
| 15  | 84 | Mike Baldinger    | Team Klingels             | Honda        | 29   | +1 giro   | 26      | 1     |

### Ritirati
| Nº | Pilota              | Squadra                 | Motocicletta | Giri | Griglia |
| -- | ------------------- | ----------------------- | ------------ | ---- | ------- |
| 86 | Markus Ober         | RS Rallye Sport Gmbh    | Honda        | 13   | 23      |
| 85 | Matthias Neukirchen | Docshop Racing          | Aprilia      | 13   | 27      |
| 20 | William Costes      | Chesterfield Elf Tech 3 | Honda        | 10   | 25      |
| 47 | Ivan Clementi       | Edo Racing              | Yamaha       | 9    | 20      |
| 16 | Johan Stigefelt     | Rizla Suzuki            | Suzuki       | 6    | 16      |
| 27 | Sebastián Porto     | PR2 Mitsubishi Elaion   | Aprilia      | 4    | 3       |
| 6  | Haruchika Aoki      | F.C.C. TSR              | Honda        | 4    | 9       |
| 4  | Stefano Perugini    | Castrol 250             | Honda        | 3    | 5       |
| 5  | Tōru Ukawa          | Benetton Honda          | Honda        | 3    | 6       |
| 41 | Federico Gartner    | PR2 Mitsubishi Elaion   | Aprilia      | 0    | 24      |
| 87 | Adrian Schmidt      | Imt Racing              | Honda        | 0    | 28      |

### Non partiti
| Nº | Pilota              | Squadra        | Motocicletta | Griglia |
| -- | ------------------- | -------------- | ------------ | ------- |
| 11 | Jürgen Fuchs        | Docshop Racing | Aprilia      | 12      |
| 25 | Yasumasa Hatakeyama | Penguin Racing | ERP-Honda    | 21      |

### Non qualificato
| Nº | Pilota          | Squadra                 | Motocicletta |
| -- | --------------- | ----------------------- | ------------ |
| 68 | Julien Allemand | Chesterfield Elf Tech 3 | Honda        |

## Classe 125

### Arrivati al traguardo
| Pos | Nº | Pilota                | Squadra                 | Motocicletta | Giri | Tempo     | Griglia | Punti |
| --- | -- | --------------------- | ----------------------- | ------------ | ---- | --------- | ------- | ----- |
| 1   | 3  | Tomomi Manako         | UGT - 3000              | Honda        | 29   | 44:37.947 | 6       | 25    |
| 2   | 21 | Arnaud Vincent        | Scrab Competition       | Aprilia      | 29   | +16.513   | 20      | 20    |
| 3   | 15 | Roberto Locatelli     | Polini Inoxmacel        | Honda        | 29   | +24.754   | 9       | 16    |
| 4   | 52 | Hiroyuki Kikuchi      | Givi Honda LCR          | Honda        | 29   | +24.771   | 11      | 13    |
| 5   | 7  | Emilio Alzamora       | Via Digital Team        | Aprilia      | 29   | +25.778   | 8       | 11    |
| 6   | 62 | Yoshiaki Katō         | Semprucci Biesse-Gro    | Yamaha       | 29   | +28.862   | 17      | 10    |
| 7   | 4  | Kazuto Sakata         | UGT 3000                | Aprilia      | 29   | +37.703   | 2       | 9     |
| 8   | 22 | Steve Jenkner         | Marlboro Team ADAC      | Aprilia      | 29   | +39.681   | 10      | 8     |
| 9   | 5  | Masaki Tokudome       | Docshop Racing          | Aprilia      | 29   | +41.147   | 7       | 7     |
| 10  | 29 | Ángel Nieto Jr        | Via Digital Team        | Aprilia      | 29   | +49.449   | 16      | 6     |
| 11  | 26 | Ivan Goi              | Vasco Rossi Racing      | Aprilia      | 29   | +54.783   | 25      | 5     |
| 12  | 17 | Juan Enrique Maturana | Yamaha Kurz Aral        | Yamaha       | 29   | +54.868   | 21      | 4     |
| 13  | 13 | Marco Melandri        | Benetton Matteoni       | Honda        | 29   | +55.292   | 1       | 3     |
| 14  | 65 | Andrea Iommi          | Team Pileri             | Honda        | 29   | +55.350   | 23      | 2     |
| 15  | 16 | Christian Manna       | Semprucci Biesse-Gro    | Yamaha       | 29   | +58.319   | 27      | 1     |
| 16  | 85 | Klaus Nöhles          | UGT 3000                | Honda        | 29   | +1:09.226 | 22      |       |
| 17  | 14 | Federico Cerroni      | Scuderia Alfa Nolan     | Aprilia      | 29   | +1:17.974 | 18      |       |
| 18  | 84 | Reinhard Stolz        | Agip Esch Racing        | Honda        | 29   | +1:27.436 | 26      |       |
| 19  | 86 | Oliver Perschke       | Yamaha Loffler Racing   | Yamaha       | 29   | +1:28.176 | 29      |       |
| 20  | 87 | Dirk Heidolf          | Hein Gericke Castrol Jr | Honda        | 29   | +1:29.205 | 30      |       |

### Ritirati
| Nº | Pilota             | Squadra                       | Motocicletta | Giri | Griglia |
| -- | ------------------ | ----------------------------- | ------------ | ---- | ------- |
| 20 | Masao Azuma        | Mac Motors Liegeois Comp.     | Honda        | 10   | 15      |
| 41 | Yōichi Ui          | Yamaha Kurz Aral              | Yamaha       | 9    | 4       |
| 32 | Mirko Giansanti    | OXS Matteoni                  | Honda        | 9    | 3       |
| 59 | Jerónimo Vidal     | Valencia Aspar                | Aprilia      | 8    | 24      |
| 23 | Gino Borsoi        | Motoracing                    | Aprilia      | 7    | 5       |
| 39 | Jaroslav Huleš     | UGT 3000                      | Honda        | 7    | 12      |
| 88 | Maik Stief         | Motorrad B.U.S. Levior Racing | Yamaha       | 6    | 28      |
| 8  | Gianluigi Scalvini | Polini Inoxmacel              | Honda        | 3    | 14      |

### Non partiti
| Nº | Pilota            | Squadra        | Motocicletta | Griglia |
| -- | ----------------- | -------------- | ------------ | ------- |
| 9  | Frédéric Petit    | UGT 3000 - RMS | Honda        | 13      |
| 10 | Lucio Cecchinello | Givi Honda LCR | Honda        | 19      |